# Dante Secchi
Dante Secchi (Livorno, 14 de agosto de 1910-Livorno, 17 de febrero de 1981) fue un deportista italiano que compitió en remo.
Participó en los Juegos Olímpicos de Berlín 1936, obteniendo una medalla de plata en la prueba de ocho con timonel. Ganó tres medallas en el Campeonato Europeo de Remo entre los años 1933 y 1938.

## Palmarés internacional
| Juegos Olímpicos   | Juegos Olímpicos         | Juegos Olímpicos  | Juegos Olímpicos |
| Año                | Lugar                    | Medalla           | Prueba           |
| ------------------ | ------------------------ | ----------------- | ---------------- |
| 1936               | Berlín (Alemania)        | Medalla de plata  | Ocho con timonel |
| Campeonato Europeo |                          |                   |                  |
| Año                | Lugar                    | Medalla           | Prueba           |
| 1933               | Budapest (Hungría)       | Medalla de plata  | Ocho con timonel |
| 1937               | Ámsterdam (Países Bajos) | Medalla de oro    | Ocho con timonel |
| 1938               | Milán (Italia)           | Medalla de bronce | Ocho con timonel |